# Davide Saitta
Davide Saitta, né le 23 juin 1987 à Catane en Italie, est un joueur italien de volley-ball. Il mesure 1,88 m et joue passeur. Il totalise 11 sélections en équipe d'Italie.

## Clubs
| Club                     | De        | À         |
| ------------------------ | --------- | --------- |
| Sisley Volley            | 2004-2005 | 2005-2006 |
| Pallavolo Reima Crema    | 2006-2007 | 2006-2007 |
| Sisley Volley            | 2007-2008 | 2008-2009 |
| Top Volley Latina        | 2009-2010 | 2009-2010 |
| Volley 2002 Forlì        | sep 2010  | déc 2010  |
| Umbria Volley            | jan 2011  | avr 2011  |
| Fenice Volley Isernia    | 2011-2012 | 2011-2012 |
| Pallavolo Molfetta       | 2012-2013 | 2013-2014 |
| Spacer's Toulouse Volley | 2014-2015 | 2015-2016 |

## Palmarès
- Championnat d'Europe
  - Finaliste : 2011
- Ligue des champions (1)
  - Vainqueur : 2006
- Championnat d'Italie (1)
  - Vainqueur : 2005
  - Finaliste : 2006
- Coupe d'Italie (1)
  - Vainqueur : 2005
- Supercoupe d'Italie (3)
  - Vainqueur : 2004, 2005, 2007